# Synagoga w Szarogrodzie
Synagoga w Szarogrodzie – murowana bożnica w Szarogrodzie, którą wzniesiono, w zależności od źródeł, w 1589 roku lub później. Przetrwała II wojnę światową, po czym została przystosowana do komercyjnych potrzeb.

## Historia
Historia Żydów w Szarogrodzie sięga końca XVI wieku, gdy niedługo po założeniu miasta fundator Jan Zamoyski zezwolił na wybudowanie synagogi o cechach obronnych. Według części ukraińskich naukowców bożnicę wybudowano w 1589 roku, co czyniłoby ją jedną z najstarszych synagog regionu. Według innych budynek powstał później, do czego przychylają się Maria i Kazimierz Piechotkowie, którzy podają początek XVII wieku jako prawdopodobny czas powstania sali głównej.
Podczas tureckiej okupacji Szarogrodu synagogę zamieniono na meczet.
Możliwe, że bożnica zawdzięcza przetrwanie II wojny światowej temu, iż Szarogród leżał na terenie Transnistrii, którą zarządzała Rumunia, a nie bezpośrednio Niemcy. Po wojnie, w pewnym momencie budynek wykorzystano dla potrzeb wytwórni win owocowych, przebudowując babińce, ingerując nieco w attykę i likwidując wystrój wnętrza.
Budynek został wpisany do rejestru zabytków Ukrainy.

## Architektura
Manierystyczna synagoga jest murowanym budynkiem o grubych murach zwieńczonych attyką, z salą główną na planie kwadratu. Wnętrze sali głównej oświetlają wysoko umieszczone, półkoliście przesklepione okna, umieszczone po trzy w ścianach bocznych i dwa – z oculusem pomiędzy nimi – w ścianie zachodniej. Przed XX-wieczną przebudową do sali przylegało od zachodu dwukondygnacyjne przęsło, które mieściło sień i kilka pomieszczeń, zaś od południa i północy babińce.
Sala główna o układzie dziewięciopolowym, tj. rozdzielona czterem filarami na dziewięć pól. Słupy o pseudotoskańskich kapitelach otaczają środkowe pole, które zwieńczone było małą kopułą wbudowaną w więźbę dachu, zaś pozostałe pola przekryto sklepieniami kolebkowymi. Aron ha-kodesz składał się przed wojną z czterech kondygnacji; jego nadstawa sięgała oculusa. Wolnostojąca, kamienna bima, którą usunięto w XX w., posiadała podium o barokowym obrysie i drewnianą balustradę. Kamienne schody prowadzące przed wojną na dach, które znajdują się w północnej części murów sali głównej, zostały zamurowane.

## Galeria

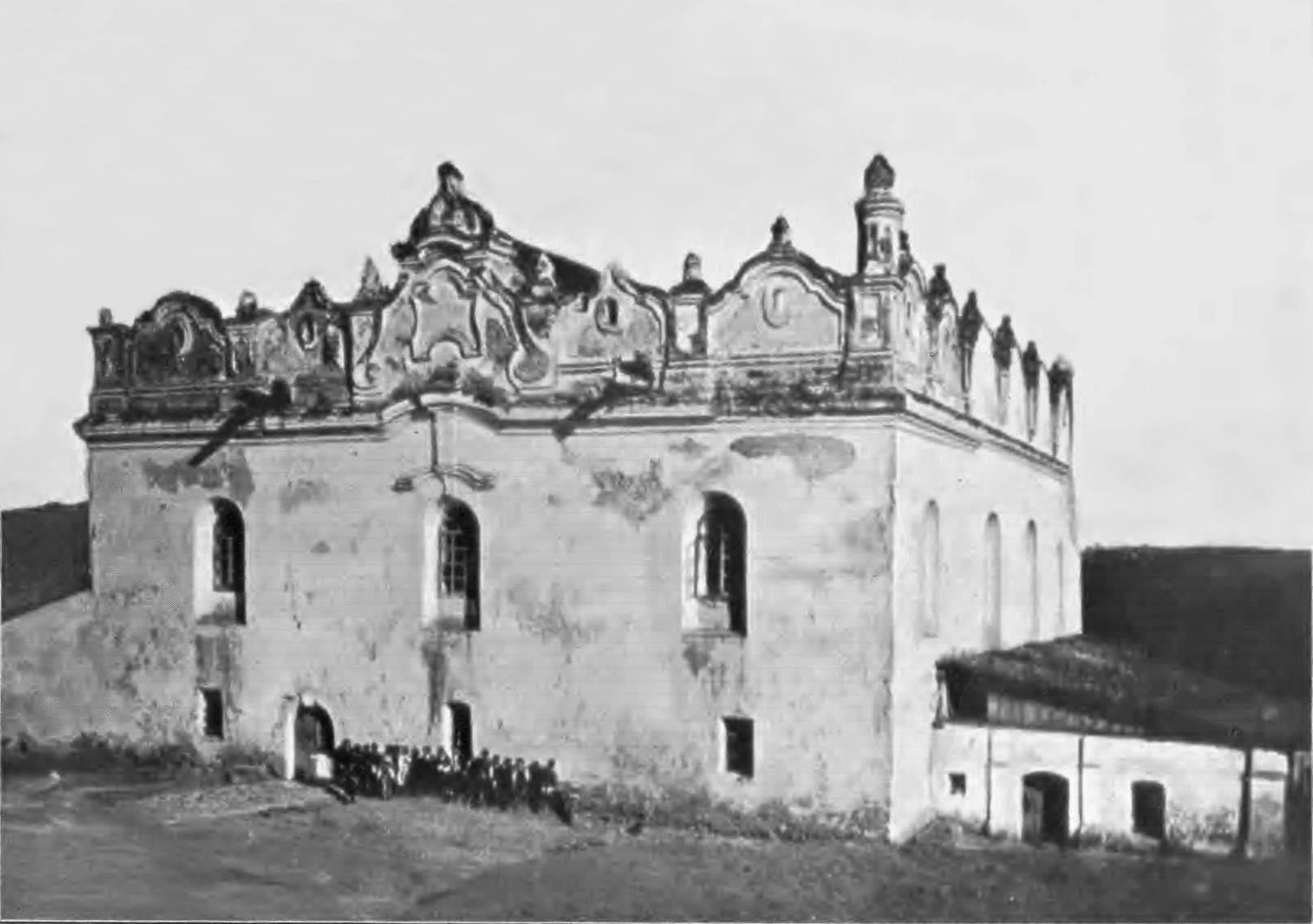
Synagoga, widok z pocz. XX w.
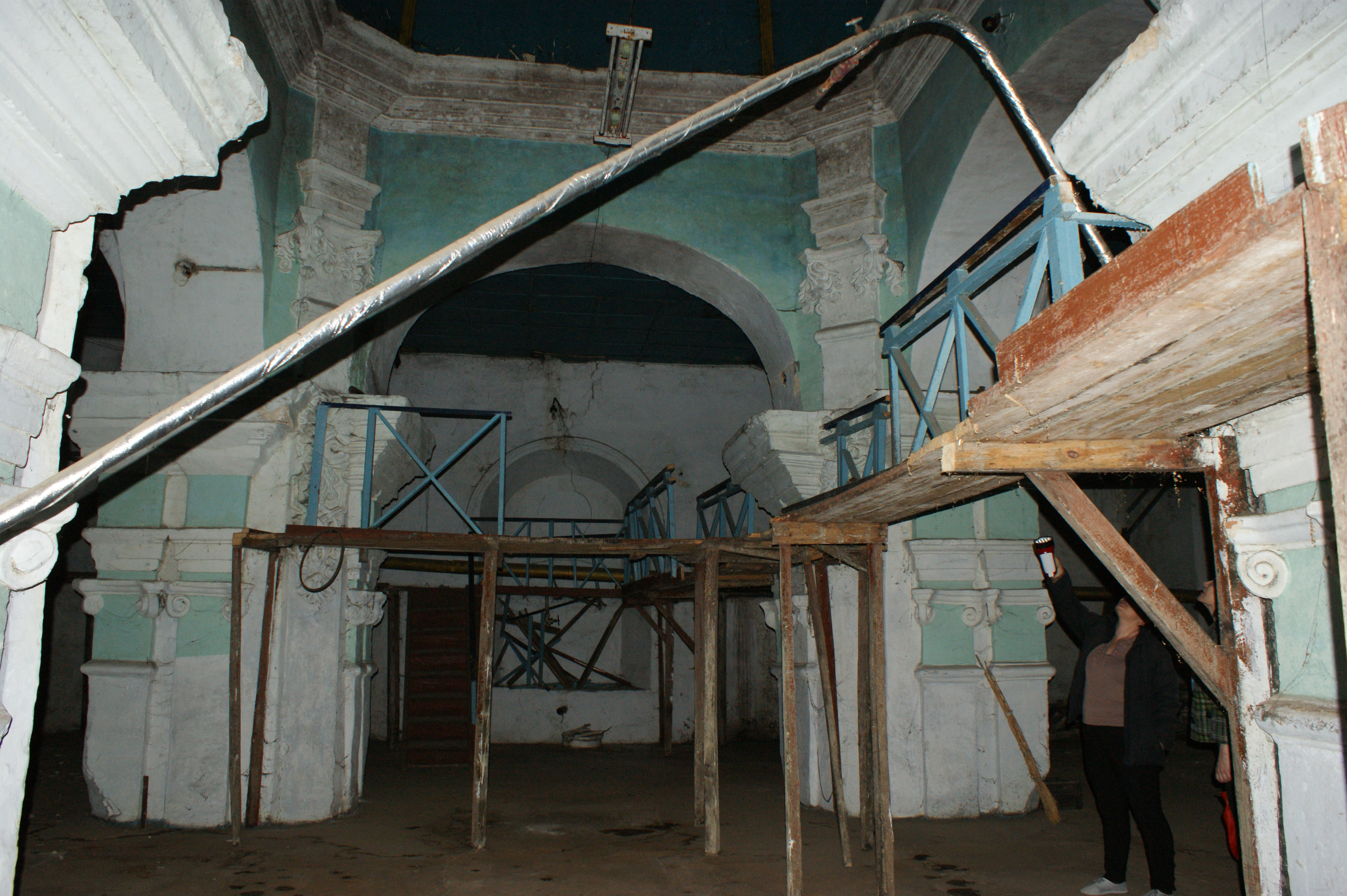
Wnętrze, 2016 r.
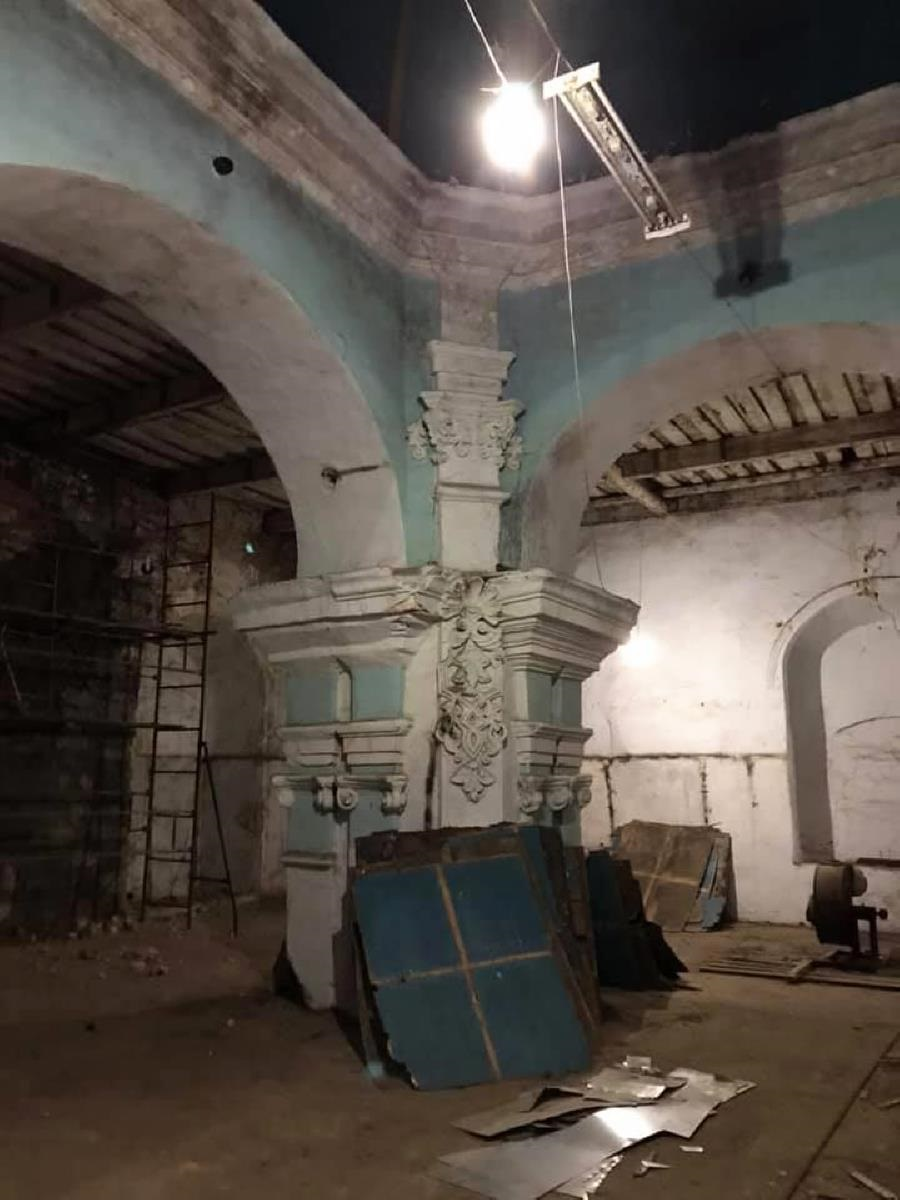
Wnętrze, widoczny zdobiony filar, 2019 r.
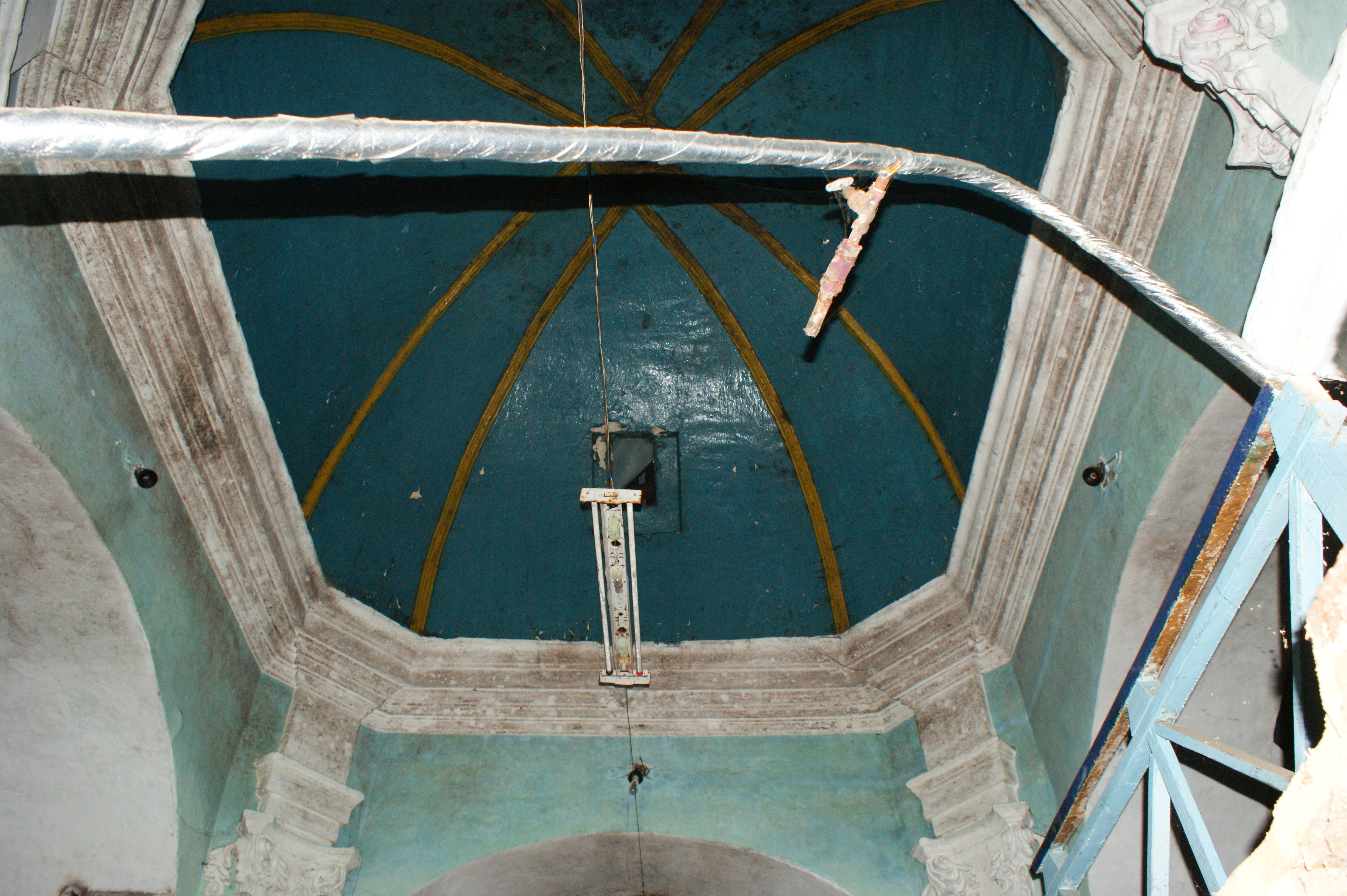
Wnętrze, 2016 r.
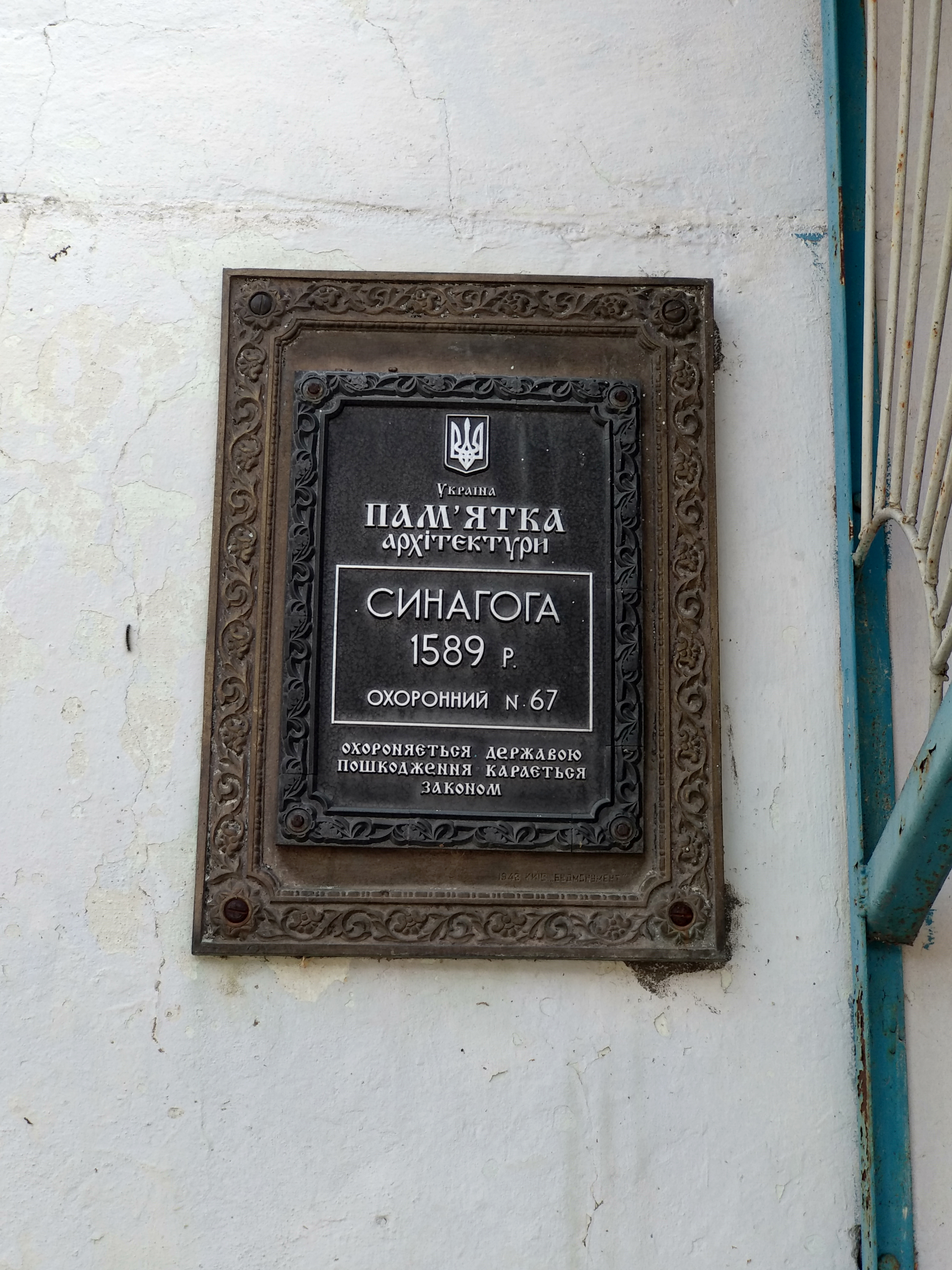
Tablica informująca o statusie zabytku, 2018 r.